# ألبرت برغر (مهندس معماري)
ألبرت برغر (بالألمانية: Albert Bürger)‏ هو مهندس معماري ألماني، ولد في 13 يونيو 1913 في شفايبيش غموند في ألمانيا، وتوفي في 16 مارس 1996 في روتفايل في ألمانيا.